# Polynema howardii
Espèce
Synonymes
- Cosmocoma elegans Howard, 1881
- Cosmocoma howardi Dalla Torre, 1890
- Cosmocoma howardii
- Polynema elegans
- Polynema howardi

Polynema howardii est un genre d'insectes hyménoptères de la famille des Mymaridae. Elle a une répartition néarctique. C'est un parasite de Kermes, de Diaspidiotus perniciosus (pou de San José) et de Cerasa bubalus.